# Tore Karlsson
Tore Evald Karlsson, född  26 maj 1910 i Gustavsberg, död 7 mars 2004 i Uppsala, var en svensk missionär, rektor och pastor.
Tore Karlsson utbildade sig på Sjöviks folkhögskola och därefter 1934–1938 på Betelseminariet. Han var ungdomspastor i Uppsala baptistförsamling till 1945, då han reste till Belgiska Kongo för Svenska Baptistmissionen i Basakata-området, mellan floderna Lukenie och Kasaï i norra delen av nuvarande provinsen Mai-Ndombe. Han arbetade på missionsskolan i Bendela, från och med året därpå tillsammans med hustrun Anna-Britt.
Tore Karlsson arbetade i Belgiska Kongo och Demokratiska republiken Kongo som missionär tio perioder under 37 år, bland annat från 1952 som rektor för yrkesskolan i Semendua cirka 40 mil nordost om Kinshasa, från 1969 med uppbyggnad av ett biståndsfinansierat sjukhus i Bosobe (Boshwe) och i omgångar på Mimia missionsstation norr om Kasaï-floden.
Tore Karlsson var sedan 1946 gift med Anna-Britt Persson. Paret fick två döttrar.